# Герб Шептицького району
Герб Шептицького райо́ну — Шептицького району Львівської області, затверджений 21 лютого 2025 року рішенням 23 сесії районної ради.
Автор символіки – український історик, фахівець у галузі спеціальних історичних дисциплін, доктор історичних наук Андрій Гречило.

## Опис
У щиті, скошеному ліворуч на червоне та чорне поля, спинається срібний грифон із золотим дзьобом і язиком. Щит із гербом району підтримують з обох боків два золоті леви з червоними язиками; щит увінчано золотою територіальною короною, під щитом – синя стрічка з золотим написом «ШЕПТИЦЬКИЙ РАЙОН».

## Значення символіки
Срібний грифон є історичним символом Белзького князівства і потім Белзького воєводства, території яких включали землі сучасного Шептицького району. Червоний колір уособлює Червенські городи. Чорний означає родючі землі територій району. Поєднання червоного та чорного символізує місто Шептицький і вугледобувну промисловість, а також підкреслює традиції національно-визвольної боротьби в цьому регіоні. Леви засвідчують приналежність району до Львівської області.
Щит увінчує стилізована золота територіальна корона, що вказує на приналежність герба саме району та характеризує його рослинність (зубці корони вирішені у формі листків дерев). Таким чином, символи району відображають природні особливості, історичну і сучасну символіку краю, вказують на його адміністративний статус.